# Callajoppa taiwana
Callajoppa taiwana är en stekelart som beskrevs av Tohru Uchida 1940. Callajoppa taiwana ingår i släktet Callajoppa och familjen brokparasitsteklar. Inga underarter finns listade.